# Fischbach (Ammersee)
Der Fischbach ist der etwa 2,1 Kilometer lange Abfluss des Pilsensees und einer der Zuflüsse des Ammersees in Oberbayern.

## Verlauf

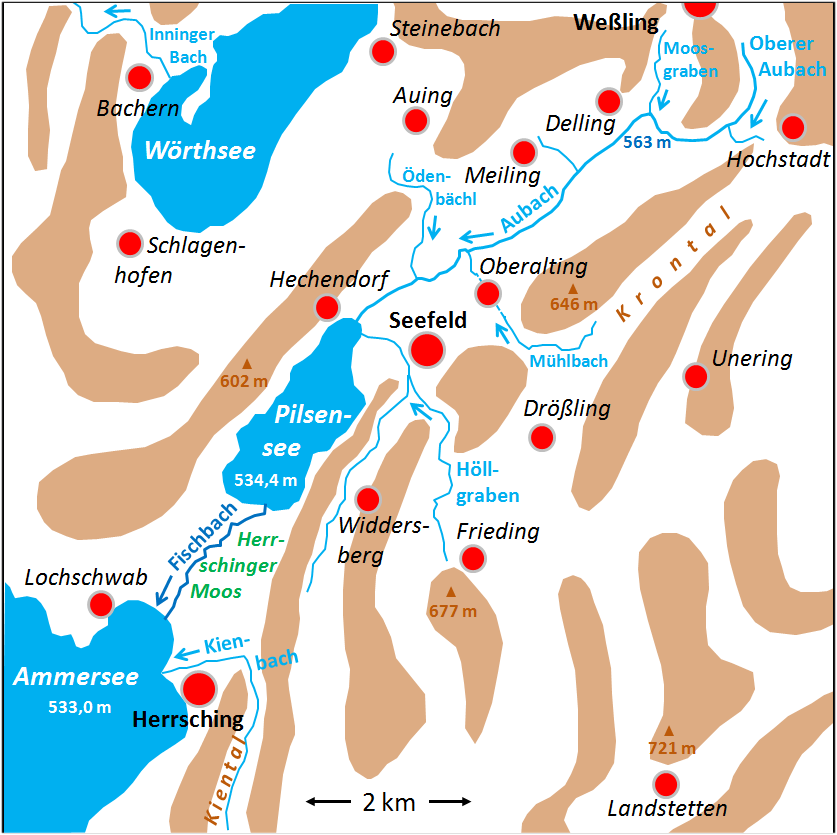
Verlauf des Fischbachs. Die wichtigsten Moränenzüge sind getönt dargestellt.

Der Fischbach beginnt am Südende des Pilsensees und fließt durch den ausgedehnten Schilfbestand des Naturschutzgebiets Herrschinger Moos, wobei er abschnittsweise
seeartig verbreitert ist. Er unterquert die S-Bahnstrecke München–Herrsching und die Staatsstraße 2067 und mündet in Herrsching in die Herrschinger Bucht des Ammersees.

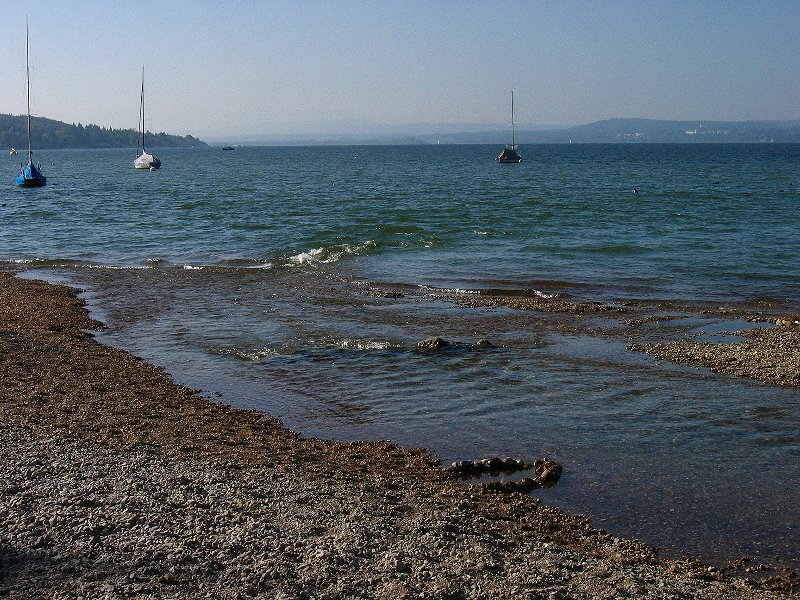
Mündung des Fischbachs in den Ammersee